# Kazimierz Bukraba
Kazimierz Bukraba (ur. 23 listopada?/5 grudnia 1885 w Grodnie, zm. 7 maja 1946 w Łodzi) – polski duchowny rzymskokatolicki, biskup diecezjalny piński w latach 1932–1946.

## Życiorys
Urodził się 23 listopada?/5 grudnia 1885 w Grodnie. Kształcił się w miejscowym gimnazjum. W 1904 rozpoczął studia w seminarium metropolitalnym w Petersburgu, które od 1908 kontynuował na uniwersytecie w Innsbrucku. Święceń prezbiteratu udzielił mu 2 lutego 1909 w Krakowie tamtejszy biskup pomocniczy Anatol Nowak.
Pracował jako wikariusz parafii katedralnej w Mińsku Litewskim i prefekt miejscowych szkół średnich, a następnie rektor kościoła i prefekt szkół w Pińsku. Aktywnie uczestniczył w ruchu niepodległościowym. Podczas I wojny światowej kilkukrotnie przebywał w niemieckiej niewoli w charakterze zakładnika. W latach 1919–1928 był proboszczem i dziekanem w Nowogródku, po czym objął probostwo największej w diecezji pińskiej parafii w Brześciu nad Bugiem.
10 lipca 1932 papież Pius XI prekonizował go biskupem diecezjalnym diecezji pińskiej. Święcenia biskupie przyjął 21 sierpnia 1932 w kościele św. Kazimierza w Wilnie. Konsekrował go arcybiskup metropolita mohylewski Edward von Ropp, któremu asystowali biskupi pomocniczy: Kazimierz Mikołaj Michalkiewicz z Wilna i Jāzeps Rancāns z Rygi. Rządy w diecezji objął 28 sierpnia 1932, kiedy to odbył ingres do katedry Wniebowzięcia Najświętszej Marii Panny w Pińsku. W 1934 promulgował uchwały I synodu diecezjalnego z 1929. W 1938 powołał Instytut Wyższej Kultury Religijnej. Zreformował seminarium duchowne w Pińsku. Utworzył 20 parafii i 2 dekanaty Otwierał ochronki i przedszkola. Wspierał Polską Macierz Szkolną, w 1935 został członkiem zarządu głównego stowarzyszenia. Utrzymywał dobre relacje z politykami sanacji. W 1935 wezwał wiernych, aby w wyborach parlamentarnych zagłosowali na kandydatów bloku rządowego. W publicznych wystąpieniach gloryfikował marszałka Józefa Piłsudskiego. Był członkiem Komisji Unionistycznej Episkopatu Polski.
W 1933 konsekrował biskupa pomocniczego pińskiego Karola Niemirę.
Po zajęciu Pińska przez Armię Czerwoną ze zdiagnozowaną chorobą serca i depresją nerwową wyjechał do Lwowa, gdzie w klinice uniwersyteckiej został poddany długotrwałemu leczeniu. W lutym 1942 udał się do Warszawy, gdzie u władz okupacyjnych bezskutecznie zabiegał o zgodę na powrót do diecezji. Brał udział w powstaniu warszawskim jako duszpasterz, a po kapitulacji w październiku 1944 udał się przez Pruszków do Milanówka. W styczniu 1945 zamieszkał u łódzkich urszulanek.
Zmarł 7 maja 1946 w Łodzi i został pochowany w miejscowej katedrze. W 1967 jego szczątki przeniesiono do prokatedry w Drohiczynie.